# ビキ
ビキ（朝: 비키 Viki、1988年3月28日 - ）は、韓国の歌手、女優である。本名はカン・ウネ(강은혜、Kang Eun Hye)。身長172cm、体重50kg。血液型はAB型。元Dal★Shabetの初代リーダー、ボーカル、ラッパー。趣味は映画鑑賞、ダンス、ラップ

## 略歴
2011年1月3日、Dal★Shabetのメンバーとしてデビューした。
2012年5月、ソロ活動に専念するためにDal★Shabetを脱退。
2014年に公開された映画「パリサイ人」でチョン・ウンジ役で主演を務めた。以後、女優としてテレビドラマや映画に出演した。
後にペク・ダウン（백다은）に改名し、MBKエンターテインメントと契約したが、2016年に退職した。
2018年5月頃、MBKエンタテインメントのホームページの俳優欄から名前が削除された。
2021年4月、ブレスENTとの専属契約を締結した。

## 出演

### テレビ番組
- 2009年 Mnet「帝国の子供たち」
- 2013年4月〜7月 JTBC「気象キャスター」

### ドラマ
- 2011年 KBS2「ドリームハイ」- 学生役
- 2016年 KBS1文化特集ドラマ「きらきら星」

### 映画
- 2014年「パリサイ人」- チョン・ウンジ役（主演）
- 2015年「素敵な義理の姉」- ハヨン役
- 2016年「PSガールズ」

## 受賞歴
- 2014年 第34回ゴールデン撮影賞新人女優賞